# Том Кортні
Томас Вільям Кортні (англ. Thomas William Courtney; 17 серпня 1933 — 22 серпня 2023) — американський легкоатлет, який спеціалізувався в бігу на середні дистанції.

## Із життєпису
Дворазовий олімпійський чемпіон-1956 з бігу на 800 метрів та в естафеті 4×400 метрів.
Ексрекордсмен світу з бігу на 880 ярдів, а також в естафетах 4×440 та 4×880 ярдів (загалом 4 ратифіковані світові рекорди).
По закінченні спортивної кар'єри працював адвокатом.

## Основні міжнародні виступи
| Рік  | Змагання         | Місто    | Місце | Дисципліна | Примітки         |
| ---- | ---------------- | -------- | ----- | ---------- | ---------------- |
| 1956 | Олімпійські ігри | Мельбурн | 1     | 800 м      | Відео на YouTube |
| 1956 | 1                | 4×400 м  |       |            |                  |